# Jessica Mauboy/Diskografie
Diese Diskografie ist eine Übersicht über die musikalischen Werke der australischen Sängerin Jessica Mauboy. Den Schallplattenauszeichnungen zufolge verkaufte sie bisher mehr als 1,8 Millionen Tonträger. Mauboy war 2006 Teilnehmerin der vierten Staffel von Australian Idol und belegte den zweiten Platz. Anschließend unterschrieb sie einen Plattenvertrag bei Sony Music Australia.

## Alben

### Studioalben
| Jahr | Titel         | Höchstplatzierung, Gesamtwochen, AuszeichnungChartsChartplatzierungen (Jahr, Titel, Platzierungen, Wochen, Auszeichnungen, Anmerkungen) | Anmerkungen                             |
| Jahr | Titel         | AU | Anmerkungen                             |
| ---- | ------------- | --- | --------------------------------------- |
| 2008 | Been Waiting  | AU11 ×2Doppelplatin · (59 Wo.)AU | Erstveröffentlichung: 17. November 2008 |
| 2010 | Get ’Em Girls | AU6 Platin · (19 Wo.)AU | Erstveröffentlichung: 5. November 2010  |
| 2013 | Beautiful     | AU3 Platin · (29 Wo.)AU | Erstveröffentlichung: 4. Oktober 2013   |
| 2019 | Hilda         | AU1 (11 Wo.)AU | Erstveröffentlichung: 18. Oktober 2019  |
| 2024 | Yours Forever | AU10 (1 Wo.)AU | Erstveröffentlichung: 9. Februar 2024   |

### Soundtracks
| Jahr | Titel                                                            | Höchstplatzierung, Gesamtwochen, AuszeichnungChartsChartplatzierungen (Jahr, Titel, Platzierungen, Wochen, Auszeichnungen, Anmerkungen) | Anmerkungen                            |
| Jahr | Titel                                                            | AU | Anmerkungen                            |
| ---- | ---------------------------------------------------------------- | --- | -------------------------------------- |
| 2016 | The Secret Daughter: Songs from the Original TV Series           | AU1 Platin · (32 Wo.)AU | Erstveröffentlichung: 14. Oktober 2016 |
| 2017 | The Secret Daughter Season Two: Songs from the Original 7 Series | AU2 Gold · (16 Wo.)AU | Erstveröffentlichung: 6. Oktober 2017  |

### Livealben
| Jahr | Titel       | Höchstplatzierung, Gesamtwochen, AuszeichnungChartsChartplatzierungen (Jahr, Titel, Platzierungen, Wochen, Auszeichnungen, Anmerkungen) | Anmerkungen                            |
| Jahr | Titel       | AU | Anmerkungen                            |
| ---- | ----------- | --- | -------------------------------------- |
| 2007 | The Journey | AU4 Gold · (6 Wo.)AU | Erstveröffentlichung: 24. Februar 2007 |

### EPs
| Jahr | Titel             | Höchstplatzierung, Gesamtwochen, AuszeichnungChartsChartplatzierungen (Jahr, Titel, Platzierungen, Wochen, Auszeichnungen, Anmerkungen) | Anmerkungen                         |
| Jahr | Titel             | AU | Anmerkungen                         |
| ---- | ----------------- | --- | ----------------------------------- |
| 2014 | iTunes Session EP | AU25 (1 Wo.)AU | Erstveröffentlichung: 18. Juli 2014 |

## Singles

### Als Leadmusikerin
| Jahr | Titel Album                                                              | Höchstplatzierung, Gesamtwochen, AuszeichnungChartplatzierungen (Jahr, Titel, Album, Platzierungen, Wochen, Auszeichnungen, Anmerkungen) | Höchstplatzierung, Gesamtwochen, AuszeichnungChartplatzierungen (Jahr, Titel, Album, Platzierungen, Wochen, Auszeichnungen, Anmerkungen) | Anmerkungen                                               |
| Jahr | Titel Album                                                              | AU | NZ | Anmerkungen                                               |
| ---- | ------------------------------------------------------------------------ | --- | --- | --------------------------------------------------------- |
| 2008 | Running Back Been Waiting                                                | AU3 ×2Doppelplatin · (19 Wo.)AU | — | Erstveröffentlichung: 19. September 2008 feat. Flo Rida   |
| 2008 | Burn Been Waiting                                                        | AU1 Platin · (23 Wo.)AU | — | Erstveröffentlichung: 17. November 2008                   |
| 2009 | Been Waiting                                                             | AU12 Gold · (14 Wo.)AU | — | Erstveröffentlichung: 6. März 2009                        |
| 2009 | Because Been Waiting                                                     | AU9 Gold · (11 Wo.)AU | — | Erstveröffentlichung: 12. Juni 2009                       |
| 2009 | Up/Down Been Waiting                                                     | AU11 Gold · (15 Wo.)AU | — | Erstveröffentlichung: 28. August 2009                     |
| 2009 | Let Me Be Me Been Waiting                                                | AU26 (9 Wo.)AU | — | Erstveröffentlichung: 27. November 2009                   |
| 2010 | Get ’Em Girls                                                            | AU19 (6 Wo.)AU | — | Erstveröffentlichung: 17. September 2010 feat. Snoop Dogg |
| 2010 | Saturday Night Get ’Em Girls                                             | AU7 ×2Doppelplatin · (15 Wo.)AU | — | Erstveröffentlichung: 27. Oktober 2010 feat. Ludacris     |
| 2011 | What Happened To Us Get ’Em Girls                                        | AU14 Platin · (10 Wo.)AU | — | Erstveröffentlichung: 10. März 2011 feat. Jay Sean        |
| 2011 | Inescapable Get ’Em Girls                                                | AU4 ×2Doppelplatin · (16 Wo.)AU | — | Erstveröffentlichung: 15. Juli 2011                       |
| 2011 | Galaxy Get ’Em Girls                                                     | AU13 Platin · (13 Wo.)AU | NZ36 Gold · (6 Wo.)NZ | Erstveröffentlichung: 28. Oktober 2011 feat. Stan Walker  |
| 2012 | Gotcha The Sapphires Original Motion Pictures Soundtrack                 | AU43 Gold · (4 Wo.)AU | — | Erstveröffentlichung: 13. Juli 2012                       |
| 2013 | Something’s Got a Hold on Me –                                           | AU26 (2 Wo.)AU | — | Erstveröffentlichung: 27. Februar 2013                    |
| 2013 | To the End of the Earth Beautiful                                        | AU21 Gold · (6 Wo.)AU | — | Erstveröffentlichung: 17. Juli 2013                       |
| 2013 | Pop a Bottle (Fill Me Up) Beautiful                                      | AU2 Platin · (14 Wo.)AU | NZ33 (1 Wo.)NZ | Erstveröffentlichung: 27. September 2013                  |
| 2013 | Beautiful                                                                | AU46 (3 Wo.)AU | — | Erstveröffentlichung: 22. November 2013                   |
| 2014 | Never Be the Same Beautiful                                              | AU6 Platin · (13 Wo.)AU | — | Erstveröffentlichung: 7. März 2014                        |
| 2014 | Sea of Flags –                                                           | AU40 (1 Wo.)AU | — | Erstveröffentlichung: 8. Mai 2014                         |
| 2014 | Can I Get a Moment? Beautiful                                            | AU5 Platin · (9 Wo.)AU | — | Erstveröffentlichung: 17. Oktober 2014                    |
| 2015 | The Day Before I Met You Beautiful – Platinum Edition                    | AU41 (1 Wo.)AU | — | Erstveröffentlichung: 13. Februar 2015                    |
| 2015 | This Ain’t Love –                                                        | AU5 Gold · (7 Wo.)AU | — | Erstveröffentlichung: 11. September 2015                  |
| 2016 | Wake Me Up The Secret Daughter: Songs from the Original TV Series        | AU34 (4 Wo.)AU | — |                                                           |
| 2017 | Fallin’ The Secret Daughter Season Two: Songs from the Original 7 Series | AU11 ×2Doppelplatin · (17 Wo.)AU | NZ— GoldNZ |                                                           |
| 2018 | We Got Love Eurovision Song Contest: Lisbon 2018                         | AU31 (2 Wo.)AU | — |                                                           |
| 2019 | Little Things Hilda                                                      | AU25 ×2Doppelplatin · (12 Wo.)AU | — | Erstveröffentlichung: 20. Juni 2019                       |

Weitere Singles
- 2010: Everyone (mit Jody Williams, Sean Kingston, Tabitha Nauser und Steve Appleton)
- 2012: Waltzing Matilda (mit Stan Walker)
- 2014: I Am Australian (mit Dami Im, Justice Crew, Nathaniel Willemse, Samantha Jade und Taylor Henderson)
- 2014: I Believe – Anything Is Possible
- 2016: Where I’ll Stay
- 2016: Risk It
- 2016: It Must Have Been Love
- 2016: Home to Me
- 2017: Diamonds
- 2017: Then I Met You
- 2019: Sunday
- 2019: Blessing
- 2023: Give You Love (feat. Jason Derulo, AU: Gold)

### Als Gastmusiker
| Jahr | Titel Album          | Höchstplatzierung, Gesamtwochen, AuszeichnungChartsChartplatzierungen (Jahr, Titel, Album, Platzierungen, Wochen, Auszeichnungen, Anmerkungen) | Anmerkungen |
| Jahr | Titel Album          | AU | Anmerkungen |
| ---- | -------------------- | --- | --- |
| 2015 | Spirit of the Anzacs | AU32 (3 Wo.)AU | Erstveröffentlichung: 22. Januar 2015 Lee Kernaghan feat. Guy Sebastian, Sheppard, Jon Stevens, Jessica Mauboy, Shannon Noll und Megan Washington |
| 2015 | Chains –             | AU5 (9 Wo.)AU | Erstveröffentlichung: 27. November 2015 Tina Arena feat. Jessica Mauboy und The Veronicas                                                         |

## Sonderveröffentlichungen
Beiträge für Sampler
| Jahr | Titel                                                                       | Album                                             |
| ---- | --------------------------------------------------------------------------- | ------------------------------------------------- |
| 2009 | Miss You Most (At Christmas Time)                                           | Stars of Christmas                                |
| 2009 | Have Yourself a Merry Little Christmas                                      | The Spirit of Christmas 2009                      |
| 2010 | Everyone (mit Jody Williams, Sean Kingston, Tabitha Nauser, Steve Appleton) | Song für die Olympischen Jugend-Sommerspiele 2010 |
| 2010 | Love Me Tender (Elvis Presley feat. Jessica Mauboy)                         | Viva Elvis: The Album                             |
| 2010 | All I Want for Christmas Is You                                             | All I Want for Christmas                          |
| 2011 | Because                                                                     | Flood Relief: Artists for the Flood               |
| 2013 | Sleigh Ride (Human Nature feat. Jessica Mauboy)                             | The Christmas Album                               |

## Statistik

### Chartauswertung
|                     | AU    |
| ------------------- | ----- |
| Nummer-eins-Alben   | AU2AU |
| Top-10-Alben        | AU7AU |
| Alben in den Charts | AU9AU |

|                       | AU     | NZ    |
| --------------------- | ------ | ----- |
| Nummer-eins-Singles   | AU1AU  | NZ—NZ |
| Top-10-Singles        | AU10AU | NZ—NZ |
| Singles in den Charts | AU27AU | NZ2NZ |

### Auszeichnungen für Musikverkäufe
Anmerkung: Auszeichnungen in Ländern aus den Charttabellen bzw. Chartboxen sind in ebendiesen zu finden.
| Land/RegionAuszeichnungen für Musikverkäufe (Land/Region, Auszeichnungen, Verkäufe, Quellen) | Gold       | Platin       | Verkäufe  | Quellen                       |
| -------------------------------------------------------------------------------------------- | ---------- | ------------ | --------- | ----------------------------- |
| Australien (ARIA)                                                                            | 9× Gold9   | 21× Platin21 | 1.785.000 | aria.com.au                   |
| Neuseeland (RMNZ)                                                                            | 2× Gold2   | —            | 22.500    | aotearoamusiccharts.co.nz NZ2 |
| Insgesamt                                                                                    | 11× Gold11 | 21× Platin21 |           |                               |